# Adolphe Alexandre Chaillet
Pour les articles homonymes, voir Chaillet.
Adolphe Alexandre Chaillet, né le 15 juillet 1867 à Paris et mort le 26 juillet 1940 à Trap Khê (Mine Printemps) Huyen de Hưng Yên (ex Tonkin), est un inventeur dans le domaine de l'électrotechnique. Il est connu pour avoir créé l'ampoule centenaire qui éclaire une caserne de pompiers à Livermore (Californie) depuis plus d'un siècle.

## Jeunesse
Adolphe Alexandre Chaillet est né le 15 juillet 1867 à Paris. Il est le fils de Samuel Alexandre Chaillet, horloger suédois, et d'Eugénie Eva Wendawowicz, née en Russie. On sait très peu de choses de ses premières années.
Chaillet est diplômé des institutions scientifiques allemandes et françaises. En plus d'une connaissance approfondie du génie électrique il est aussi chimiste et minéralogiste. Dans un article de journal, il a commenté la Théorie de l'évolution de Charles Darwin.

## Carrière
Chaillet commence dans le secteur des lampes à incandescence avec son père, qui exploite une usine près de Paris. Chaillet est engagé par la société Schaefer en Allemagne pour aider à fabriquer des lampes à incandescence et dirige leur laboratoire. Il remodèle leur usine et est ensuite nommé responsable de la plus grande usine d'Allemagne. Cette usine est ensuite fermée par la société de Thomas Edison, l'Edison Electric Light Company peu de temps après.

## Émigration
Chaillet émigre aux États-Unis en 1892 pour fabriquer des lampes à Marlborough (Massachusetts), probablement dans ce qui était alors connu sous le nom de Bryan-Marsh Company. Plus tard, il est employé dans le département de conception de la General Electric Company à Lynn, Massachusetts. Vers 1896, Chaillet  termine la conception d'une locomotive électrique pour la Jeffrey Manufacturing Company de Columbus (Ohio).

## Shelby Electric
Dans la dernière partie de juillet 1896, John Cooper Whiteside, ancien directeur des Cooper Engine Works à Mount Vernon (Ohio), indique à John Chamberlain Fish, un homme d'affaires à Shelby (Ohio), que Chaillet a une idée pour améliorer la lampe à incandescence avec une efficacité de 20 % supérieure et 30 % de plus de durée de vie que les autres modèles. Cela a éveillé l'intérêt de Fish.
Le 7 août 1896, un article dans le journal The Shelby News annonce qu'un contrat a été négocié entre Chaillet, Whiteside, Fish et certains autres investisseurs de Shelby. Chaillet devient directeur technique et est nommé au conseil d'administration de l'entreprise. Il demande le 28 février 1898, pour sa lampe à incandescence à filament de carbone et sa douille électrique un brevet, au nom de son employeur. Le brevet lui est accordé le 23 mai 1899.

## Ampoule à incandescence améliorée

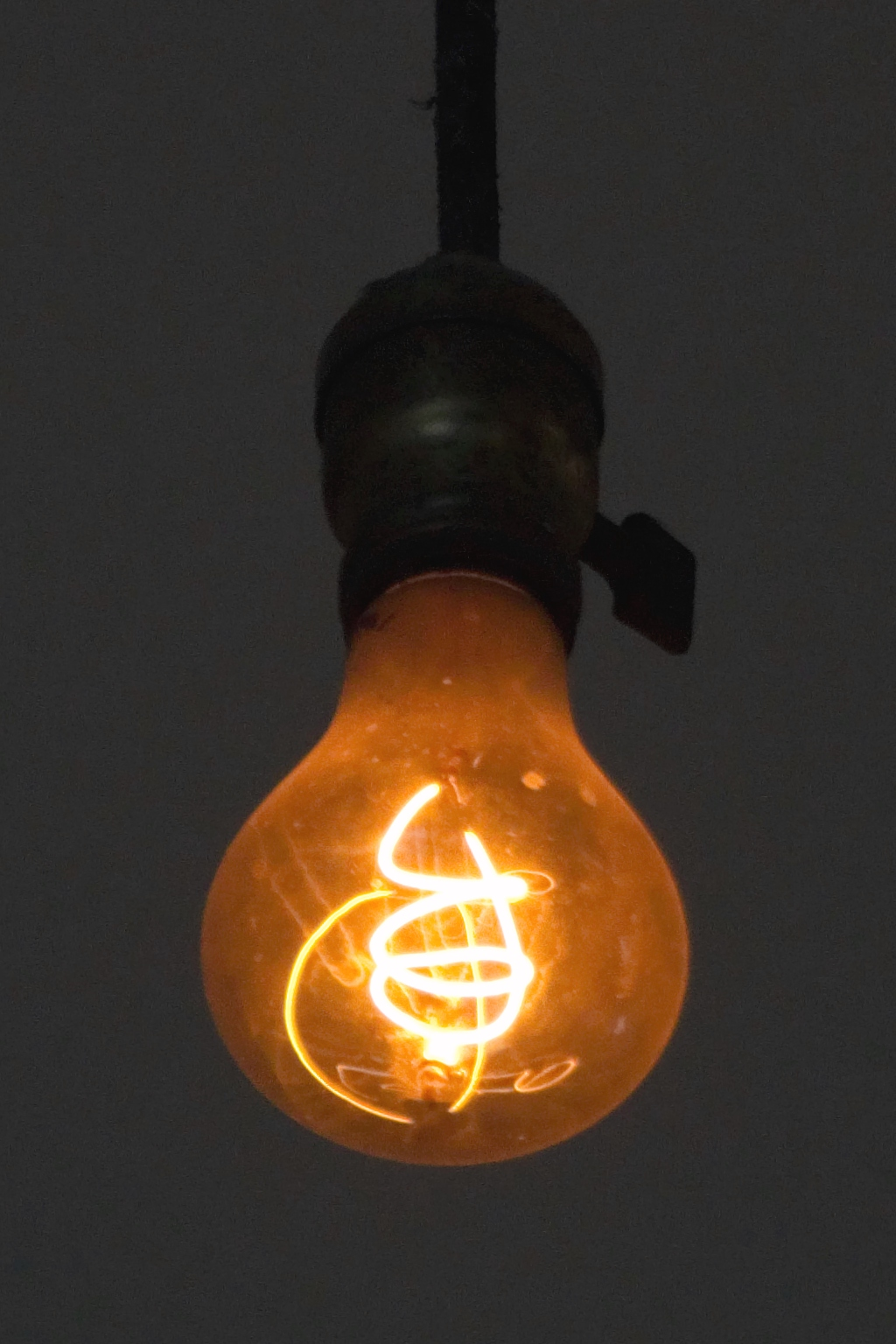
L'ampoule centenaire de Livermore (en 2013).

La conception de son ampoule consiste à aplatir la bobine de filament de carbone à boucle elliptique placée transversalement à l'axe longitudinal de la lampe, ainsi qu'à aplatir l'extrémité du globe, ou l'ampoule à son extrémité, parallèlement aux boucles, de sorte que la plus grande intensité lumineuse soit projetée vers le bas lorsque l'ampoule est suspendue au plafond. La douille et l'ampoule sont testées avec d'autres en janvier 1897. La fabrication commence vers le 1er février 1897, puis mise sur le marché en mars 1897.
La lampe Chaillet originale est apparue dans la revue The Electrical World du 6 février 1897. Les détails complets de la conception de la lampe n'ont pas été révélés dans cet article. C'était une ampoule sans pointe avec un filament de carbone, qui a été fabriquée en utilisant un processus secret.
Citant directement de l'article : 
« La lampe possède un certain nombre de caractéristiques particulières qui, prétend-on, lui confèrent certains éléments de supériorité sur toutes les autres. Le filament est coupé en carré au moyen de machines automatiques à partir de feuilles de matériau produites par un processus chimique secret. Le filament coupé, après avoir été formé, est attaché aux bornes en platine qui sont scellées dans les côtés à l'extrémité inférieure de l'ampoule de la lampe. Le filament a une résistance si élevée que dans les lampes Shelby il est plus court que celui de la plupart des autres lampes commerciales de même calibre. L'ampoule n'est pas épuisée par le haut, ce qui, en raison du filament extrêmement petit utilisé, fait de la lampe terminée l'une des plus petites, et aussi l'une des plus soignées, des lampes se trouvant sur le marché ».
En réalité, il aurait été difficile de prouver de manière concluante qu'une nouvelle conception de lampe fonctionnerait de manière supérieure à une lampe concurrente ayant une configuration de filament différente. La raison de faire une telle déclaration ici est que même si la puissance absorbée dans une lampe pouvait être facilement mesurée, le rayonnement lumineux devrait avoir été mesuré avec un photomètre sphérique. Dans les années 1880-1890, les mesures de rendement lumineux étaient généralement réalisées avec un photomètre horizontal. Une mesure horizontale détermine la sortie de lumière dans une seule direction plutôt qu'une valeur globale intégrée. Ainsi, bien que la conception Chaillet ait pu être meilleure par rapport aux lampes concurrentes, il n'est pas facile de conclure cela maintenant.
Dans un article de la revue The Electrical World du 10 mars 1897, p. 111, l'origine des filaments des ampoules Shelby a été discutée. Certains fabricants pensaient apparemment que les filaments étaient achetés en Europe. La revue a télégraphié à la Shelby Electric Company dans le but de déterminer la vérité sur l'origine des filaments. Voici des extraits de la réponse de la celle-ci :
« La question de l'octroi de licences en vertu des brevets de Westinghouse est une question que nous n'avons pas définitivement tranchée ... Nous avons obtenu des copies du nombre total de brevets, qu'ils prétendent détenir ou contrôler, et nous savons que nous ne voulons pas empiéter sur aucun d'entre eux. Nous pensons que nous sommes aujourd'hui la seule entreprise fabriquant des lampes aux États-Unis à pouvoir faire une telle déclaration. En ce qui concerne le filament que nous utilisons, nous dirions que nous utilisons un filament carré et pas un filament de cellulose. Notre filament n'est pas importé d'Allemagne. Nous le fabriquons ici à Shelby, mais c'est le même filament que notre professeur Chaillet a découvert en Allemagne, et celui qui est le plus utilisé avec succès par deux des plus importantes usines de lampes d'Europe, par un arrangement spécial avec notre professeur Chaillet. Le filament est beaucoup plus proche du carbone pur que tout ce qui se trouve sur le marché, il est si dur après avoir été carbonisé qu'il rayera très facilement le verre ... Nous pourrions nous-mêmes obtenir des brevets sur plus d'une centaine d'appareils différents, que nous utilisons dans notre fabrication, mais nous préférons les garder secrets .... Nous ne vendons pas des lampes pour leur prix, mais pour leur qualité .... ».
Au début, Chaillet n'a pas breveté la nouvelle conception de la lampe, ni ses détails, préférant les garder comme secrets industriels. Il a cependant déposé une demande de brevet, toujours au nom de son employeur le 22 octobre 1900. Le brevet lui est accordé le 3 juin 1902.

## Famille
Chaillet épouse Maude L. Bickmore (née en 1877) du Massachusetts. Le couple a deux fils - Alexander B. Chaillet (né en novembre 1896) et Arnold Chaillet (né en août 1898) - puis une fille - Catherine Chaillet (née en janvier 1899). Les trois enfants sont nés à Shelby (Ohio). En 1902, Chaillet quitte le conseil d'administration de la société Shelby. Il déménage à Mexico avec sa famille et travaille à la succursale mexicaine des lampes pendant la période de 1904 à 1914, puis la Révolution mexicaine force Chaillet à retourner aux États-Unis en 1914.